# Мончаловський Осип Андрійович
О́сип Андрійович Мончало́вський (9 січня 1858, Сушно —– 14 листопада 1906, Львів) — публіцист і журналіст з Галичини, що належав до руху москвофілів.

## Біографія
Народився 9 січня 1858 року в селі Сушно в сім'ї учителя тривіальної школи. Закінчив юридичний факультет Львівського університету. Вже в студентські роки захопився журналістикою. Свого часу співробітник газети «Слово», потім став редактором-видавцем львівської «сатирическо-политической газеты» «Страхопуд» (а також «Бесѣды», літературного додатка до неї). Народовське «Зеркало» неодноразово висміювало беззмістовність «Страхопуда».
Виступав проти впровадження етноніма «українець»: «Для того, щоби могла бути „українська“ культура, необхідне існування українського народу. Але народу такого імені поки що немає, щонайменше в Галичині є лише „український“ різновид руського народу».
Написав декілька історичних розвідок, полемічних статей і літературних рецензій.
Помер у Львові, похований на Личаківському цвинтарі.

## Твори
- Житье и дѣятельность Ивана Наумовича. — Львів, 1899
- Живые вопросы (1900)
- Петръ Великій въ Галицкой Руси (1903)
- Главныя основы русской народности (1904)
- Участіе малороссовъ въ общерусской литературѣ (1904)